# Panoráma

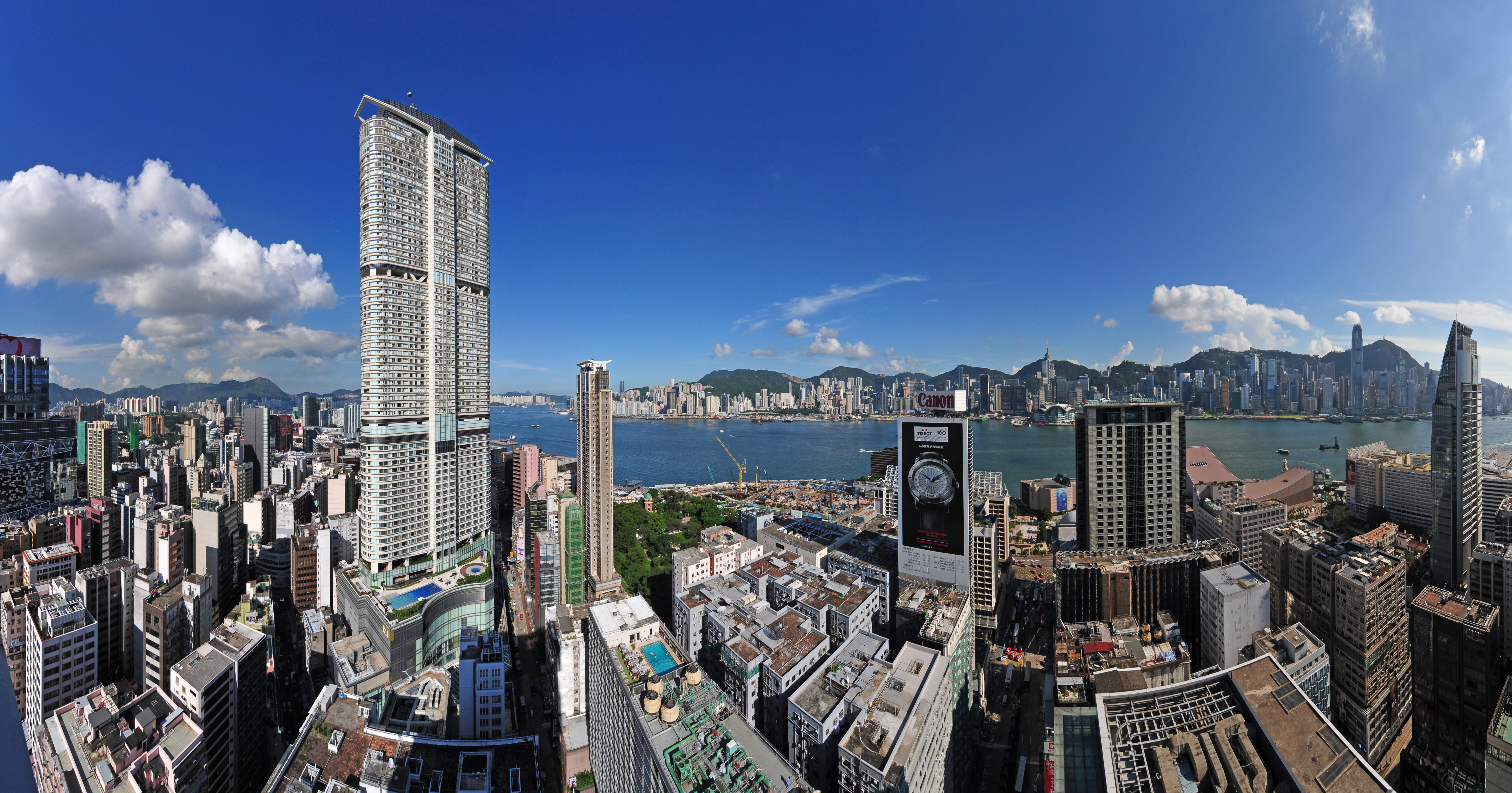
Hongkong 270°-os panorámája

A panoráma a fényképezést megelőző négy látványélmény egyike. Neve a görög pan („minden”) és horama („látvány”) szavakból származik; Robert Barker nevezte el így 1787-ben.

## Történelem
Robert Barker (1739–1806) miniatűr- és porcelánfestő volt, s 1787-ben szabadalmaztatta találmányát. Voltaképpen – leegyszerűsítve – egy körfestményről van szó. A körfestmény elhelyezésére épített speciális épületben – a rotundában – a néző egy elsötétített folyosón és/vagy lépcsőn jut fel az épület közepén lévő kilátóteraszra, ahonnan körbefordulva, körbejárva nézheti a körfestményt. A kép itt megtekinthető. Feszty Árpád Ópusztaszeren látható honfoglalási körképe is ezen az elven alapszik.
A panoramikus ábrázolás azonban sokkal korábbra vezethető vissza, Zhang Zeduan kínai festő már a 12. században készített egy 25 cm magas és 528 cm hosszú alkotást, „A folyó mentén a Qingming fesztivál idején” címmel. A képre 814 embert, 28 hajót, 60 állatot, 30 épületet és 170 fát festett.

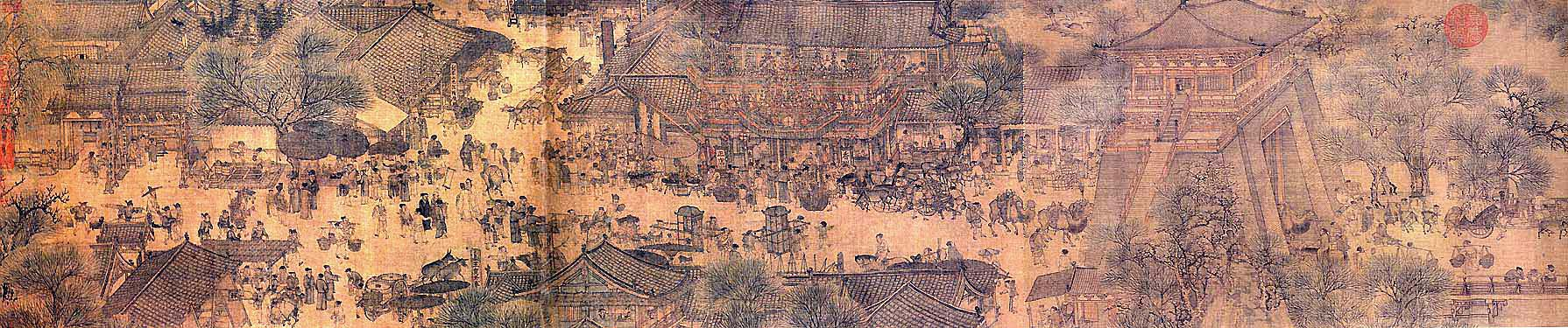
[https://web.archive.org/web/20150607113453/http://360world.hu/panoramakep/muvesz/zhang/along_the_river/ "A folyó mentén a Qingming fesztivál idején" interaktív panoráma változata

## Hogyan fotózzunk – panorámafotók készítése

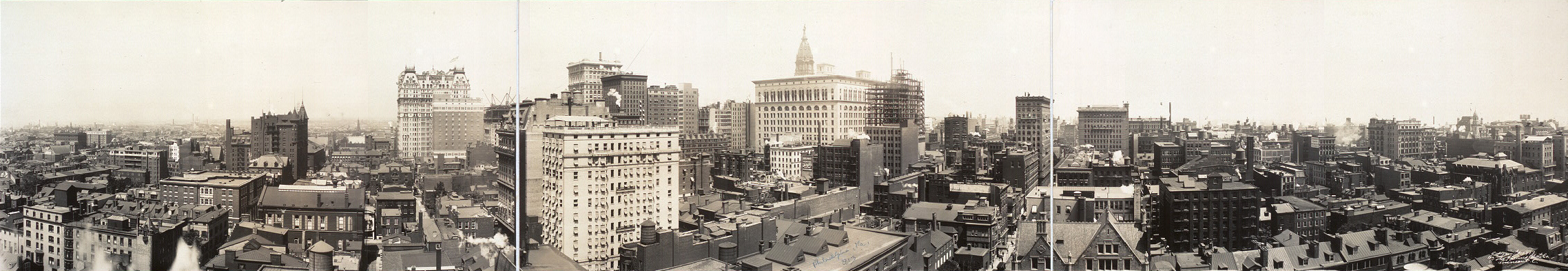
Philadelphia belvárosa 1913-ban. Felismerhető, hogyan áll össze több külön képből egy nagy panorámakép

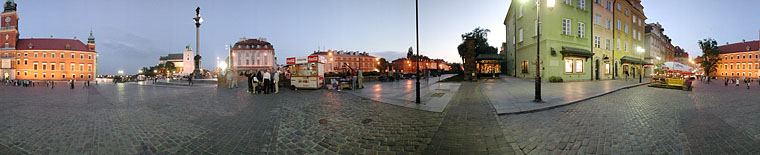
Varsó belvárosa, modern körpanorámakép. A kiterített panoráma kissé eltorzítja a valós vonalakat

A panorámakép egy fotótechnikai megoldás. Ezeket a képeket általában több darabból rakják össze.
A panorámaképeknek olyan egyedi hangulatuk, bájuk van, amit egy nagylátószögű, vagy halszemoptikával nem tudunk visszaadni.
A dolog varázsához hozzátartozik, hogy egy-egy kép elkészítése némi időt, elhivatottságot és nem kevés hozzáértést követel meg a fotóstól, így egy panorámakép elkészítése sokaknak jóval nagyobb sikerélmény, mintha kattintunk egyet egy nagylátószögű optikával.

### Az alapok
Panorámaképet általában több összeillesztett fotóból nyerhetünk. Egy panorámafotót jellemezhet az oldalainak egymáshoz viszonyított aránya. Szokás azt mondani, hogy a 3:1-nél nagyobb oldalarányú fotó már panorámaképnek minősül. Ebben a logikában egyetlen gond van csupán, mégpedig akkor, ha egyetlen fotót vágunk meg 3:1 vagy ennél nagyobb oldalarányúra. Ilyenkor klasszikus értelemben vett panorámaképünk nincs ugyebár, de a kitételnek eleget tettünk.
A panorámafotók másik jellemző adata, hogy hány fokos látószöget mutatunk be segítségével (például 360°). Ezzel a meghatározással viszont annyi a probléma, hogy a kész képről nem tudjuk száz százalékos biztonsággal megállapítani, hogy hány fokos látószöget képez, és ezt az Exif adatokból sem tudhatjuk meg. Összességében tehát nehéz a dolgunk, ha egyszerűen és szakszerűen szeretnénk a panorámafotókat meghatározni.
A panorámafotók leggyakrabban vízszintes illesztéssel készülnek. Elvétve találunk függőlegesen illesztett képeket, illetve a panorámázás egyik kakukktojását, mikor mind függőlegesen, mind vízszintesen illesztjük a fotóinkat, így egy témáról egészen extrém felbontású "panorámafotónk" lesz. Ez nem panorámafotó, hiszen nem egy adott panorámát mutatunk be a segítségével, hanem inkább a felbontás növelésének egyfajta trükkös verziója.

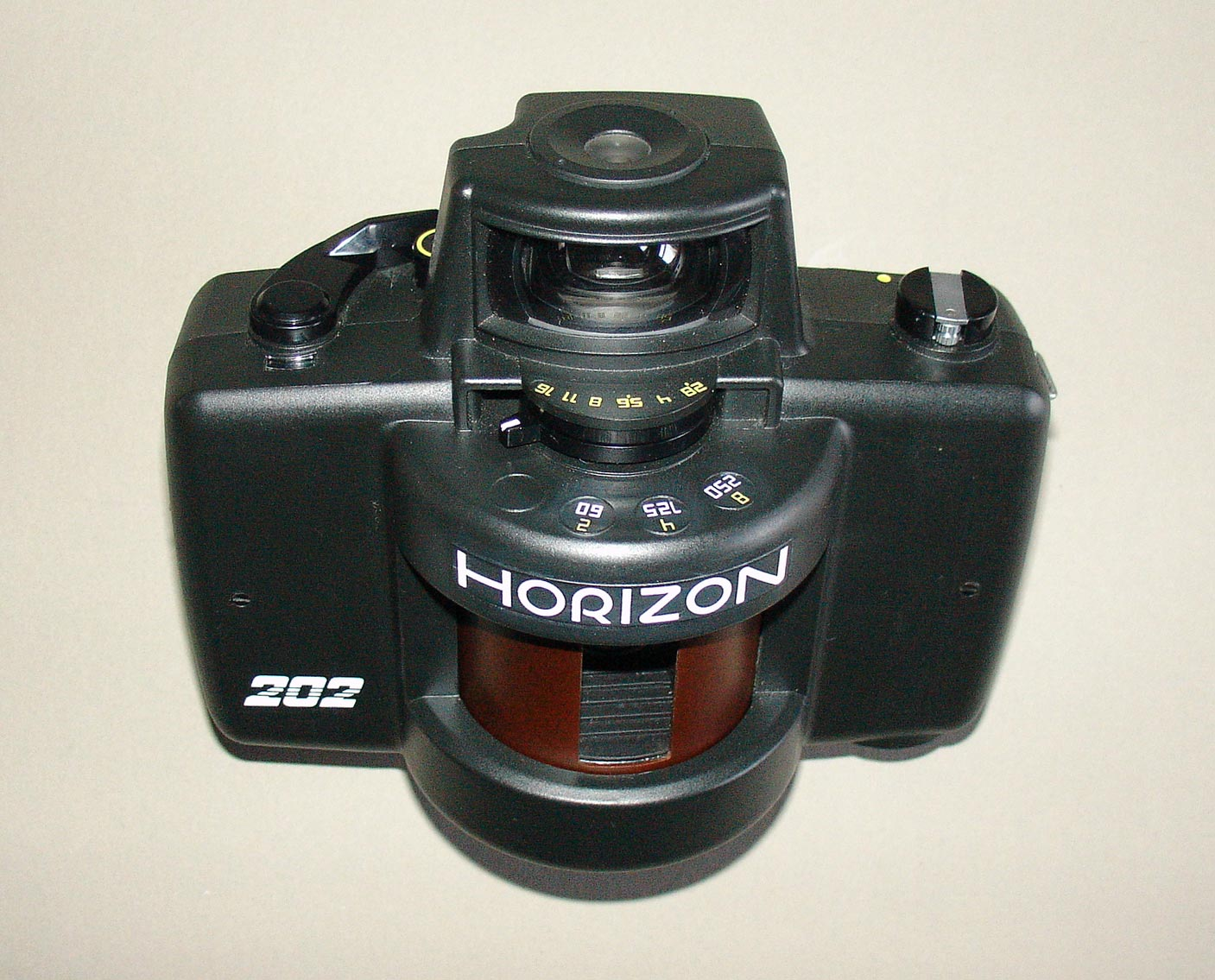
Zenit "Horizon 202" 35mm-es panoráma kamera. Elforduló objektívje 110°-os látószögű felvételt készít.

A másik kakukktojás a gömbpanoráma, ehhez ugyanis a megjelenítésére alkalmas programra van szükség. Ebben a képet illesztés után megnyitva egy gömb kellős közepén találjuk magunkat, aminek a belső falát kitapétáztuk a készített fotókkal, így 360°-ban szemlélhetjük a lefotózott tájat. Ezekkel a programokkal képesek vagyunk forogni a gömb belsejében, illetve zoomolhatunk is. Mivel ezeket a képeket egyelőre nem tudjuk kinyomtatott formában ugyanígy élvezni, így a gömbpanoráma szervesen kapcsolódik a számítástechnikához.
A panorámatechnika alapkövetelménye a stabil állvány. Állvány nélkül is dolgozhatunk, de mivel a fotók egymáshoz képest elcsúsztatva készülnek, testünk instabilitása miatt így az illesztésnél vesztünk a képméretből. Minél stabilabb, profibb (értsd: kifejezetten panorámázáshoz használható) állvánnyal dolgozunk, annál nagyobb hatékonysággal tudjuk képeinket összeilleszteni.
Panorámafelvételt könnyen készíthetünk, csak el kell sajátítani, hogy milyen mértékben mozgassuk gépünket. Nagyon fontos, hogy tudjuk, milyen képet szeretnénk a későbbiekben számítógépünkön elkészíteni, látnunk kell lelki szemeink előtt a kész felvételt. Állítsuk az objektívet nagylátószögű állásba, és mérjük fel, hány felvételre lesz szükség a végleges képhez, majd ezt szem előtt tartva exponáljunk, azután fordítsunk a masinán a kívánt irányba. Ügyeljünk arra, hogy az előző képnek kb. 1/4-1/5 része látszódjon a következő képen is, így fogja tudni szoftverünk illeszteni fotóinkat.

### Mire figyeljünk?
Ha lehetőségünk van, manuális programmódban és manuális fókusszal exponáljunk (vagy rögzítsük az expozíciót), ugyanis ha gépünk ezeket automatikusan minden felvételnél elvégzi, problémáink adódhatnak az illesztéseknél. Ha minden képünk előtt fényt mér a gépünk, akkor nagy valószínűséggel eltérő expozíciós értékekkel készítjük felvételeinket, így azokat nem fogjuk tudni helyesen illeszteni. További probléma adódhat abból, ha gépünk autofókusza minden fotón más témára állítja az élességet, így a manuális fókusszal járunk a legjobban. Tájfotózásnál használhatjuk az autofókuszt is.
Érdemes odafigyelni arra, hogy egy-egy tereptárgy kettőnél többször véletlenül se szerepeljen a fotókon. Ügyeljünk a mozgó tárgyakra, emberekre, ugyanis az illesztésnél a programot össze fogja zavarni, hogy egyes képelemek nincsenek a helyükön. Ez szellemautókat, szellemembereket eredményezhet a kész képen. Ha polárszűrőt használunk, a panorámázás idejére csavarjuk le az objektívről, mert a különböző állásokban más-más módon fejti ki hatását, így szintén belezavarhat a tökéletes illesztésbe.
Ha kompakt gépünk van, nagy valószínűséggel találunk benne panoráma programmódot. Ez a program segít nekünk a képek elkészítésében, hogy a későbbi illesztésnél ne legyen gondban az illesztésért felelős szoftver. Első körben meg kell mondanunk a gépnek, hogy milyen módban, milyen irányban készítjük a felvételeket (például balról jobbra, jobbról balra, függőlegesen), ezután kezdhetünk fotózni. Az első kép elkészülte után gépünk halványan megjeleníti az előzőleg készített felvétel szélét, így könnyen hozzá tudjuk igazítani a következő felvételt. Egyes gépek képesek saját maguk is az illesztésre, de inkább bízzuk a dolgot profi szoftverekre.
Tartsuk azt is szem előtt, hogy egy objektív minél nagyobb látószögű, a perspektívát annál jobban torzítja, ezáltal komoly feladat elé állítja az illesztő szoftvereket. Általában 28 mm-es (Ekv.) állásban már nagyon torzítanak az objektívek, így ha biztosra szeretnénk menni, de nincs panorámázásra való állványunk, akkor próbáljunk meg kicsit bezoomolni, hiszen tele állásban jóval kevésbé torzítanak az objektívek. Külföldön járva vigyázzunk, mert sok nevezetességnél külön kell fizetni a fényképezésért, és ha állványt használunk, azt sokszor nem engedik a helyi felügyelők, lévén az már profi munkának minősül. Ilyenkor tegyük el az állványt és próbáljuk megoldani kézből a dolgot.

## Az illesztés
Ha megvagyunk a fotókkal, akkor jön a dolog oroszlánrésze, az illesztés. A gyártók sokszor mellékelnek a gépekhez panorámaképek készítésére való programot. Ezeknek a hatásfoka elég közepes, csodát ne nagyon várjunk tőlük, de egy átlagfelhasználó 3-4 képes tájképeihez valószínűleg kielégítő teljesítményt nyújtanak. Ha komolyabban szeretnénk a panorámázással foglalkozni, akkor komolyabb szoftvereket kell használnunk. A teljesség igénye nélkül pár használható, egyszerű és profi program:

### Panorama Tools
Más néven Panotools. Valójában több kisebb, ingyenes program gyűjteménye, melyek használata kissé bonyolult, ezért több kezelőfelület is létezik hozzá. Itt kettőt említünk:

#### Hugin
Jelenleg a 2016.0.0 verzió elérhető. Főbb előnyei: ingyenes, magyar nyelvű (is), többféle operációs rendszeren működik.

#### PTGui
Jelenleg a 10.0.15 verzió elérhető. Az egyik legjobb, legkomolyabb kereskedelmi program, millió lehetőséggel, amiket felsorolni is nehéz. Sajnos a használatához már profi szintű panoráma ismeret szükségeltetik, de varázslója azért ennek a programnak is van. Weblapjáról próbaverzió letölthető.

### Autopano Pro
Jelenleg a v1.4.2-es verziója érhető el. Új, nagy tudású, könnyen kezelhető program. Képes az önálló munkára, ami azt jelenti, hogy több kép között megtalálja az egy panorámába tartozókat, amiknek nem szükséges azonos expozícióval készülni, nem probléma az elmozdult tereptárgy, nem kell minden képnek vízszintesnek lennie. Ismeri a HDR módot is. Weblapjáról próbaverzió letölthető.

### Arcsoft Panorama Maker
Jelenleg a 6.0.0.94-es verziója elérhető. Egyszerű szoftver, alkalmas vízszintes, függőleges és többsoros panorámák illesztésére is, és 360°-os illesztésre is alkalmas. Használata egyszerű, az illesztések már nem annyira profik, de összességében használható program. Előnye, hogy a RAW formátumot is támogatja. Leginkább a témával ismerkedőknek ajánlható. Kereskedelmi termék, weblapjáról próbaverzió letölthető.

### The Panorama Factory
Jelenleg az 5.3-as verziója elérhető. Ez a program már sokkal nagyobb szabadságot ad a kezünkbe. Akár manuális illesztéssel, akár varázslóval is készíthetjük képeinket. Gépünk típusát (és az objektív gyújtótávolságát) megadva segíthetjük a torzítás korrigálását, a helyes illesztést. Rengeteg képkorrekcióval és egyéb extrával élhetünk használata során, támogatja a több magos processzorral szerelt gépeket is. Amatőr panorámaőrülteknek tökéletes program. Ez is kereskedelmi termék, weblapjáról próbaverzió letölthető.

### PanoramaStudio
Jelenleg a 3.0 verzió elérhető. Több száz fényképezőgépet ismer, soknak a nyers formátumát is. Ez is kereskedelmi termék, weblapjáról próbaverzió letölthető.

### Realviz Stitcher
Jelenleg az 5.6-os verziója elérhető. A program már csaknem profi szinten képes a képek illesztésére. Kontrollpontok megadásával tökéletesíthetünk az illesztésen, rengeteg illesztési metódust választhatunk, és a későbbi szerkesztést megkönnyítendő akár Photoshop PSD formátumban is menthetjük képeinket. Haladó, félprofi panorámázók használhatják eredménnyel. Szintén kereskedelmi termék, weblapjáról próbaverzió letölthető.
Miután programunk összeillesztette a képeket, gondosan ellenőrizzük, hogy tényleg minden illesztés helyes-e, majd vágjuk le a kilógó képrészeket. Több mint valószínű, hogy egyes illesztések nyomot hagynak maguk után – legalábbis az első pár kép készítésénél mindenképpen – amíg rájövünk az ízére, megtanuljuk a buktatókat és a szabályokat. Ha a képünkön látszanak az illesztések, és hiába próbálkoztunk újraillesztéssel, mégsem lett jobb, a Photoshopot segítségül hívhatjuk, hogy retusáljuk ezeket a nyomokat. Természetesen ehhez már a Photoshop magas fokú ismerete szükségeltetik.

## Hibák
Ha elrontottuk a képet, nézzük meg, miért nem tudta a szoftver összeilleszteni a képeket! Íme pár gyakran előforduló hiba:
- Túl közeli témát választottunk, így az egyszerűbb programok nem képesek a durva perspektivikus torzítást korrigálni.
- A képeken mozgó emberek, tárgyak megnehezítik a pontos illesztést.
- Közeli tájelemek lehetetlenné teszik a tájkép illesztését, hiszen az egyik képen más látszik a tájelem mögött, mint a következő beállításban.

Próbáljunk meg minél látványosabb, izgalmasabb képeket alkotni, ne csak folyton az unalmas messzi tájat panorámázzuk. Ha már túl vagyunk az ismerkedésen, próbálkozzunk meg többsoros képekkel, 360°-os panorámával, esetleg gömbpanorámával. Ha egy kép elkészítéséhez nincs megfelelően nagy látószögű objektívünk, akkor készíthetjük képeinket portréállásban is, így tágasabb panorámát mutathatunk meg, viszont ugyanahhoz a látószöghöz több képet kell készítenünk a portréállás miatt.